# Miophasianus
Miophasianus  — викопний рід куроподібних птахів родини Фазанові (Phasianidae). Рід існував у кінці міоцену у Європі. Скам'янілі рештки представників роду знайдені у Іспанії, Франції, Польщі та Угорщині.

## Види
- Miophasianus altus
- Miophasianus medius